# Умбрийски език
Умбрийският език е италийски език, говорен между VI и I век пр. Хр. от етническата група умбри в централна Италия.
Известен е от няколко десетки писмени паметници, сред които са Ингувинските таблици. Езикът е близко родствен с използвания южно от него оскийски. Умбрийският изчезва към I век пр. Хр., изместен от близкия латински.